# Amorphophallus fuscus
Amorphophallus fuscus är en kallaväxtart som beskrevs av Wilbert Leonard Anna Hetterscheid. Amorphophallus fuscus ingår i släktet Amorphophallus och familjen kallaväxter. Inga underarter finns listade.